# Selim III.
Selim III (Osmanská turečtina: سليم ثالث Selīm-i sālis) (24. prosince 1761 – 28. či 29. července 1808) byl sultánem Osmanské říše v letech 1789 až 1807.

## Život
Selim III. usedl na trůn v roce 1789, tedy v době, kdy byla Osmanská říše ve válce s Rakouskem a Ruskem pod tehdejší vládou ambiciózní Kateřiny II.
Selim III. je hodnocený jako vzdělaný, ale nerozhodný panovník. Jeho hlavním cílem byla obrana Osmanské říše, což považoval za možné pouze za pomoci armády dle evropského stylu. Založil nové vojsko Nizam-i Cedit (Nový pořádek), které mělo nahradit zkorumpované a neefektivní janičáře. Jednalo se o vojsko složené z rekrutovaných anatolských mládenců. Ti byli vycvičeni evropskými důstojníky, měli uniformy podobné francouzským vojákům a disponovali také dělostřelectvem.
Selim III. také podpořil dosud chabé kontakty s Evropany - evropští vyslanci do té doby působili v Istanbulu, pyšní osmanští vládci ale zájem o oboustrannou komunikaci neměli. Založil velvyslanectví v Londýně (1793) a následně i v Paříži, Berlíně a Vídni. Tím se také pozvedla dosud téměř zcela chybějící znalost evropských jazyků v Osmanské říši; tamní elity byly vzdělány pouze v osmanské turečtině, perštině a arabštině a pro překlady používaly dragomany – překladatele pocházející především z křesťanských milétů. Sultán Selim proslul i svými kulturními zájmy, zajímal se o architekturu a o hudbu, kterou i sám skládal. Některé z jeho skladeb pro flétnu se dodnes v Turecku hrají na koncertech a dokonce i v rozhlase.
Ve svých reformách dle evropského vzoru se však Selim III. omezil v podstatě pouze na armádu, ale neřešil (a nemohl řešit) další osmanské problémy, zejména ekonomiku, vzdělávání atd.
V roce 1806 byl Selim III. svržen a následně zavražděn janičáři a derebeji pod záminkou ochrany víry a tradic. Odmítali totiž převzít údajné metody nevěřích. Nově dosazený Mustafa IV. jim naopak zajistil pokračující nezávislost a zrušil (již tak polovičaté) reformy. Jednotky Nizam-i Cedit byly rozpuštěny a evropská velvyslanectví uzavřena.